# Кубок УРСР з футболу 1956
17-й розіграш кубка УРСР з футболу проходив восени 1956 року. У турнірі брали участь 32 команди.
До фіналу пройшли «Колгоспник» (Полтава) і «Машинобудівник» (Запоріжжя). У вирішальному поєдинку полтавські футболісти здобули перемогу з великим рахунком.

## 1/16 фіналу
| Місто        | Команда                      | Рахунок  | Команда                              |
| ------------ | ---------------------------- | -------- | ------------------------------------ |
| Брянка       | Шахтар (Брянка)              | 2:0      | «Авангард» (Краматорськ)             |
| Чугуїв       | команда Чугуєва              | 1:0      | «Торпедо» (Суми)                     |
| Запоріжжя    | «Машинобудівник» (Запоріжжя) | 3:0      | «Металург» (Нікополь)                |
| Севастополь  | «Авангард» (Севастополь)     | 2:2, 2:0 | команда Євпаторії                    |
| Чернівці     | В/ч 29917 (Чернівці)         | 1:3      | «Авангард» (Миколаїв)                |
| Калуш        | Хімік (Калуш)                | 1:0      | «Торпедо» (Одеса)                    |
| Херсон       | «Спартак» (Херсон)           | 4:1      | ДВРЗ (Київ)                          |
| Донецьк      | «Шахтар» (Будьоннівка)       | 2:4      | «Торпедо» (Харків)                   |
| Чернігів     | «Буревісник» (Чернігів)      | 2:3      | «Машинобудівник» (Київ)              |
| Черкаси      | «Буревісник» (Черкаси)       | 3:0      | «Буревісник» (Кам'янець-Подільський) |
| Нововолинськ | «Шахтар» (Нововолинськ)      | 0:5      | «Колгоспник» (Полтава)               |
| Рівне        | «Колгоспник» (Рівне)         | 1:0      | команда Вінниці                      |
| Дрогобич     | «Нафтовик» (Дрогобич)        | 0:1      | «Динамо» (Львів)                     |
| Тернопіль    | «Динамо» (Тернопіль)         | 7:0      | «Колгоспник» (Берегове)              |
| Біла Церква  | «Спартак» (Біла Церква)      | 1:2      | «Торпедо» (Кіровоград)               |
| Житомир      | «Динамо» (Житомир)           | 1:6      | «Хімік» (Дніпродзержинськ)           |

## 1/8 фіналу
| Місто      | Команда                      | Рахунок  | Команда                    |
| ---------- | ---------------------------- | -------- | -------------------------- |
| Брянка     | Шахтар (Брянка)              | 1:1, 0:1 | команда Чугуєва            |
| Запоріжжя  | «Машинобудівник» (Запоріжжя) | 7:0      | «Авангард» (Севастополь)   |
| Миколаїв   | «Авангард» (Миколаїв)        | 2:0      | Хімік (Калуш)              |
| Херсон     | «Спартак» (Херсон)           | 1:3      | «Торпедо» (Харків)         |
| Київ       | «Машинобудівник» (Київ)      | 5:0      | «Буревісник» (Черкаси)     |
| Полтава    | «Колгоспник» (Полтава)       | 2:0      | «Колгоспник» (Рівне)       |
| Львів      | «Динамо» (Львів)             | 1:3      | «Динамо» (Тернопіль)       |
| Кіровоград | «Торпедо» (Кіровоград)       | 2:1      | «Хімік» (Дніпродзержинськ) |

## 1/4 фіналу
| Місто     | Команда                 | Рахунок  | Команда                      |
| --------- | ----------------------- | -------- | ---------------------------- |
| Чугуїв    | команда Чугуєва         | 0:1      | «Машинобудівник» (Запоріжжя) |
| Миколаїв  | «Авангард» (Миколаїв)   | 3:2      | «Торпедо» (Харків)           |
| Київ      | «Машинобудівник» (Київ) | 1:1, 0:2 | «Колгоспник» (Полтава)       |
| Тернопіль | «Динамо» (Тернопіль)    | 1:2      | «Торпедо» (Кіровоград)       |

## Півфінал
| Місто     | Команда                      | Рахунок | Команда                |
| --------- | ---------------------------- | ------- | ---------------------- |
| Запоріжжя | «Машинобудівник» (Запоріжжя) | 3:0     | «Авангард» (Миколаїв)  |
| Полтава   | «Колгоспник» (Полтава)       | 4:0     | «Торпедо» (Кіровоград) |

## Фінал
| 8.11.1956 |

| «Колгоспник» (Полтава) | 4 – 0 | «Машинобудівник» (Запоріжжя) |
| ---------------------- | ----- | ---------------------------- |
|                        |       |                              |

| Київ |

«Колгоспник»: Степан Котора, Анатолій Хижняк, Степан Горват, Юрій Нікітін, Микола Теллінгер, Борис Шалито, Анатолій Хоростецький, Євген Іванов, Олександр Матюхін, Аладар Пельчарський, Володимир Казанкін. Тренер: Анатолій Зубрицький.